# Фиравитоба
Фиравитоба (исп. Firavitoba) — небольшой город и муниципалитет в центральной части Колумбии, на территории департамента Бояка. Входит в состав провинции Сугамукси.

## История
Муниципалитет Фиравитоба был выделен в отдельную административную единицу в 1655 году.

## Географическое положение

Муниципалитет Фиравитоба

Город расположен на востоке центральной части департамента, в горной местности Восточной Кордильеры, на берегах реки Тота (бассейн Магдалены), на расстоянии приблизительно 38 километров к востоку-северо-востоку (ENE) от города Тунха, административного центра департамента. Абсолютная высота — 2492 метра над уровнем моря.
Муниципалитет Фиравитоба граничит на севере с территорией муниципалитета Тибасоса, на северо-западе— с муниципалитетом Пайпа, на юго-западе — с муниципалитетом Тута, на юге — с муниципалитетом Песка, на юго-востоке — с муниципалитетом Иса, на востоке — с муниципалитетом Согамосо. Площадь муниципалитета составляет 109,9 км².

## Население
По данным Национального административного департамента статистики Колумбии, совокупная численность населения города и муниципалитета в 2015 году составляла 5907 человек.
Динамика численности населения муниципалитета по годам:
| 2005 | 2006 | 2007 | 2008 | 2009 | 2010 | 2011 | 2012 | 2013 | 2014 | 2015 |
| ---- | ---- | ---- | ---- | ---- | ---- | ---- | ---- | ---- | ---- | ---- |
| 6316 | 6273 | 6229 | 6194 | 6158 | 6119 | 6069 | 6035 | 5996 | 5950 | 5907 |

Согласно данным переписи 2005 года мужчины составляли 47,9 % от населения Фиравитобы, женщины — соответственно 52,1 %. В расовом отношении белые и метисы составляли 99,95 % от населения города; негры, мулаты и райсальцы — 0,05 %.
Уровень грамотности среди всего населения составлял 88,5 %.

## Экономика
60,1 % от общего числа городских и муниципальных предприятий составляют предприятия торговой сферы, 24,7 % — предприятия сферы обслуживания, 15,2 % — промышленные предприятия.